# Torockói női népviselet

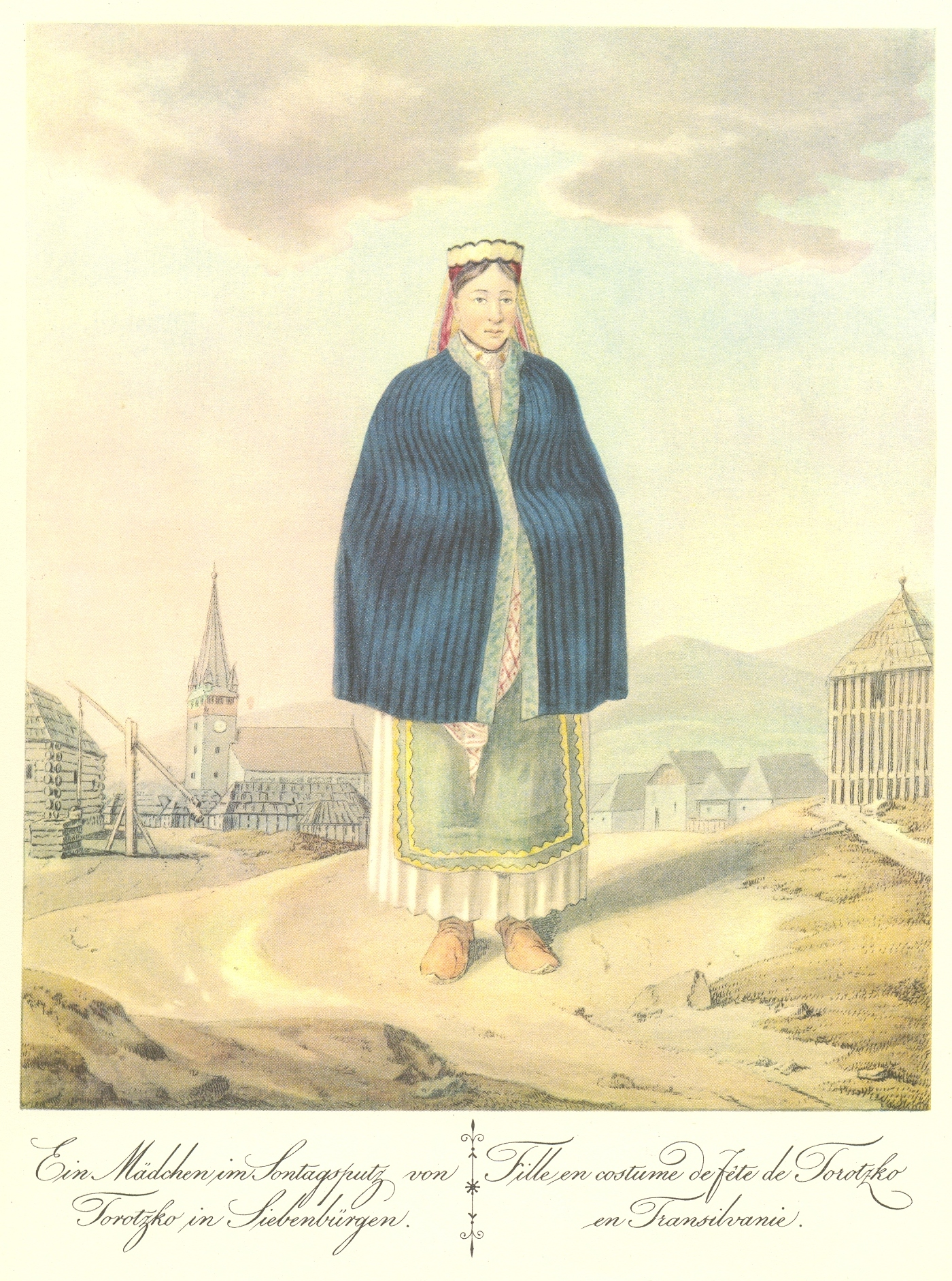
Torockói leány vasárnapi ruhában, Franz Jaschke, színezett rézkarc, 1821

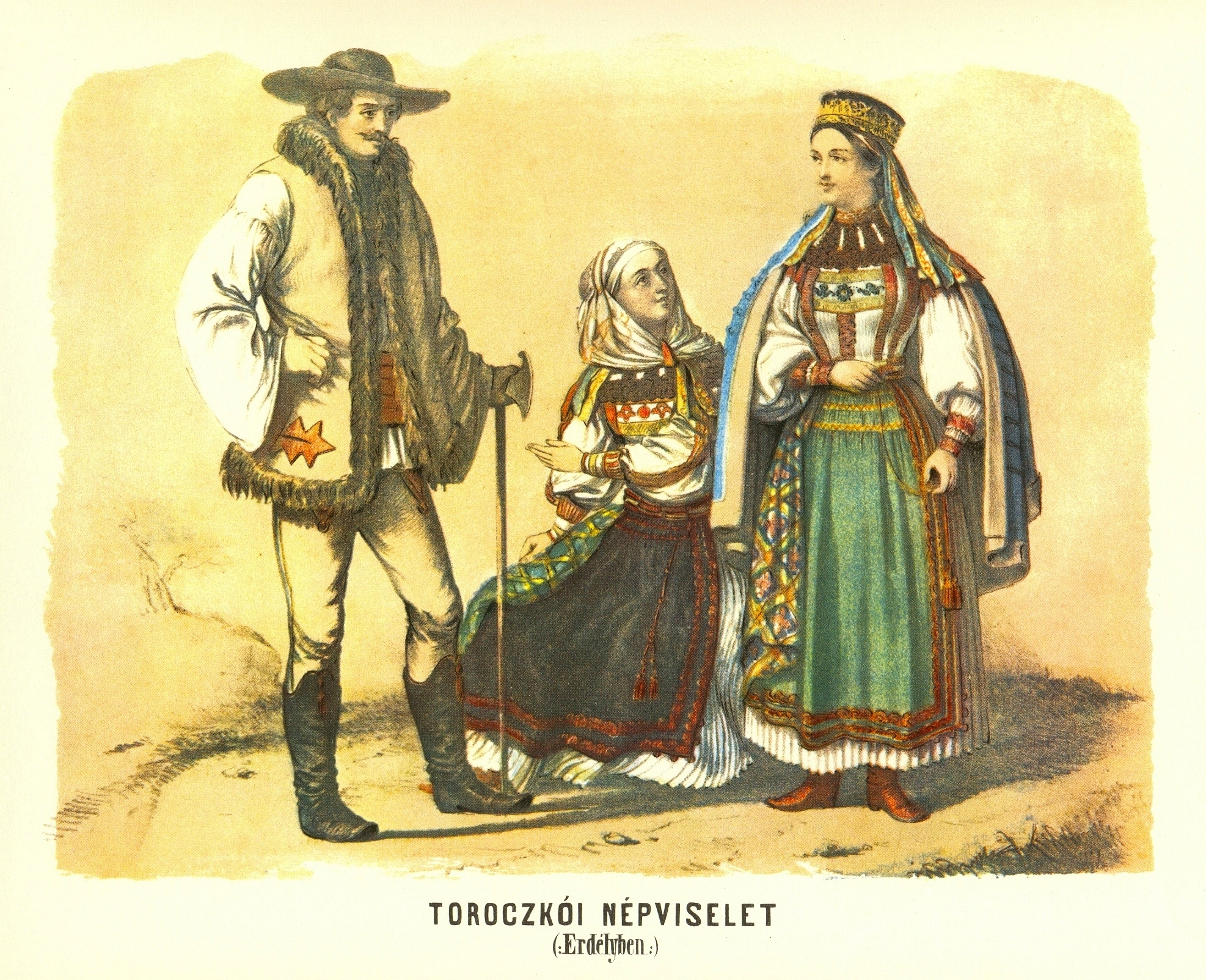
Toroczkói népviselet Erdélyben, kőrajz, Klimkovics Ferenc, 1854

A torockói népviselet mindenik közt talán a legnemesebben kiérlelt (átvették a nemesi öltözék bizonyos darabjait). Ez kitűnik abban is, hogy a darabok díszítése nem a parasztstílust tükrözi: a „kösnyős” szoknya, az islógos ing, a palást, a suba, a zsinóröv mind megtalálhatók a 16–17. századi úri leltárakban, igaz anyaguk drágább volt, mint Torockón. Megőrizve az alapformákat, Torockó a maga bányászvárosi életformájához alakította őket.
Az erdélyi népviseletek, így a torockói is, bár néhány vonásukban megváltoztak, lényegében nem haladtak végig a többi magyar viselet 19-20. századi átalakulásának útján.
Torockó népviseletének legépebb része a viselete. Kiválik a többi erdélyi népviselet közül nemes kelméivel, illetve az úri-polgári ruhatárhoz közelálló darabjaival. A 20. század közepe tájától inkább ünnepekkor öltik magukra viseletüket a torockóiak.

## A női viselet
Torockón a nők koruk szerint öltözködnek. A fiatal leány viselete más, mint az asszonyé és a fiatal asszonyok is más köntösben járnak, mint az öregek. Vasárnapi, vagyis ünnepi ruhájuk se olyan, mint a hétköznapi.
Viseletük nagy részében a fehér szín dominál, de megjelenik a kék és a zöld is. A lányok pártája koronaszerű, aranycsipkével borított, fekete bársonyból van, ami három oldalról szalagokkal van körül aggatva. A homlokon alákötötték a piros selymet, amit csak a felnőtt lányok hordtak a párta alatt. Az asszonyok kontyba csavarták hajukat, fekete selyem főkötőt viseltek, homlokukat pedig erős, fekete atlaszszalaggal kötötték át. Emellett a fiatalasszony kék, piros vagy zöld selyemszállal hímzett, vékony selyemfátylat viselt, ami a nyak körül meg volt tekerve, az egyik fül körül három díszes tűvel megtűzve.
Az ingnek két sajátossága, hogy hosszú, valamint, hogy az ujja is hosszú (sípujjú). Fehér gyolcsból készül, eleje nagy területen mintázott, illetve sűrűn ráncolt. Ujja kétféle módon van díszítve: hímzéssel, kötéssel és islógozással. A fiatal lányok sokszor vetélkedtek, hogy kinek gazdagabb hímzésű az inge, így szebbnél szebb ingeket hordtak. A hímzés keresztben varrott (piros vagy kék színnel), a kötés hosszában van elhelyezve több sorban. Az islógozás a válltól a kézelőig ér, hosszanti elhelyezésben. Ezeket az ingeket érclemezekkel és pillérekkel varrták ki. Az ilyen ing, a fiatal asszonyok dísze, a kötéses az időseké, a hímzett pedig a pártás lányoké. A fiatalok a nyakban szélesen elterülő, csipkés fodrot hordtak az ing felett.
Az ingnek kiegészítője a kösnyős fersing (finom, fehér gyolcsból készült vállas szoknya). A váll-kösnyő sűrűn ráncolt, szélein széles csíkban, gyapjúhímzéssel van kivarrva. Ünnepekkor ennek a két öltözetdarabnak sok kiegészítője van: a csipke, vert csipkéből összeállított nyaktól derékig érő betét, az ing hosszában elhelyezve. Erre jön felül keresztben a színesen hímzett kék, zöld vagy vörös alapú fűző, továbbá a fűzővel egyező színű és díszű hosszú kézelők, amelyeket az ingujj felé kapcsolnak.
A fersing lapos ráncokba rakott. Az eléje kerülő kötény gyapjúszálból készített csipkével díszített zöld vagy kék posztó vagy selyemből készül. A derékra a viselő korához, s az alkalomhoz illő zsinórövet kötnek, hosszan lelógó bojtokkal. Ebbe tűzik csücskével a szokatlanul átlósan hajtott selyemkendőt.
Ehhez az öltözethez palástot hordanak templomba menéskor. Ennek két változata ismert: egyik fekete posztóból, apró ráncokba szedett, széles bársonnyal szegett, a testhez alig igazított. A másik kék, fekete vagy fehér posztó, az előbbinél jóval rövidebb, kör alakú, apró ráncokba szedett palást (a fehéret menyasszony hordja). Palást helyett rókaprémes bundát, bunda-lajbit viseltek; ez elől csukódó, vörös selyemmel hímzett bőrmellény, amit nem öltöttek fel. Viseltek zöld posztó vagy selyemborításos, oldaltgombolós mellest is.
A kék posztóborításos mentét, fehér irhával szélesen szegve, magas álló nyakkal, szintén csak vállra vetve viselték. Ezt azonban azok az asszonyok viselték, akik kék osztó, dísztelen rakott szoknyát viseltek.
A szoknya elé apró mintás fekete bársony- vagy selyemkötényt kötöttek. A lányoknak hegyes orrú, magas sarkú, piros csizmájuk volt, az asszonyoké fekete, mindkettő harmonikás szárú. Az ünnepnapi csizmát szíves csizmának nevezték, szára lábtőig érne fel, ha bokánál ne lenne ráncba szedve. Ennek sarka nagyon magas és keskeny. Neve onnan ered, hogy a fejbőre szív formában van kimetszve, amit egy másik toldalékdarab egészít ki. E szabás miatt a talp és a hegyes orr felkunkorodik, mint a török papucsoknál.

## Külső hivatkozások
- Malonyai Dezső: A magyar nép művészete (részlet)
- Orbán Balázs: A Székelyföld leírása - Toroczkói népviselet és népünnepek